# American Roentgen Ray Society
American Roentgen Ray Society é uma Instituição criada em 1900, destinada à promoção do conhecimento científico na área da radiologia. 
Foi a primeira sociedade de radiologia criada nos Estados Unidos. Publica mensalmente a revista American Journal of Roentgenology que é considerada uma das mais reputadas mundialmente, nesta área.